# Tanagra
Tanagra (Grieks: Τανάγρα) is sedert 2011 een fusiegemeente (dimos) in de Griekse bestuurlijke regio (periferia) Centraal-Griekenland.
De vier deelgemeenten (dimotiki enotita) van de fusiegemeente zijn:

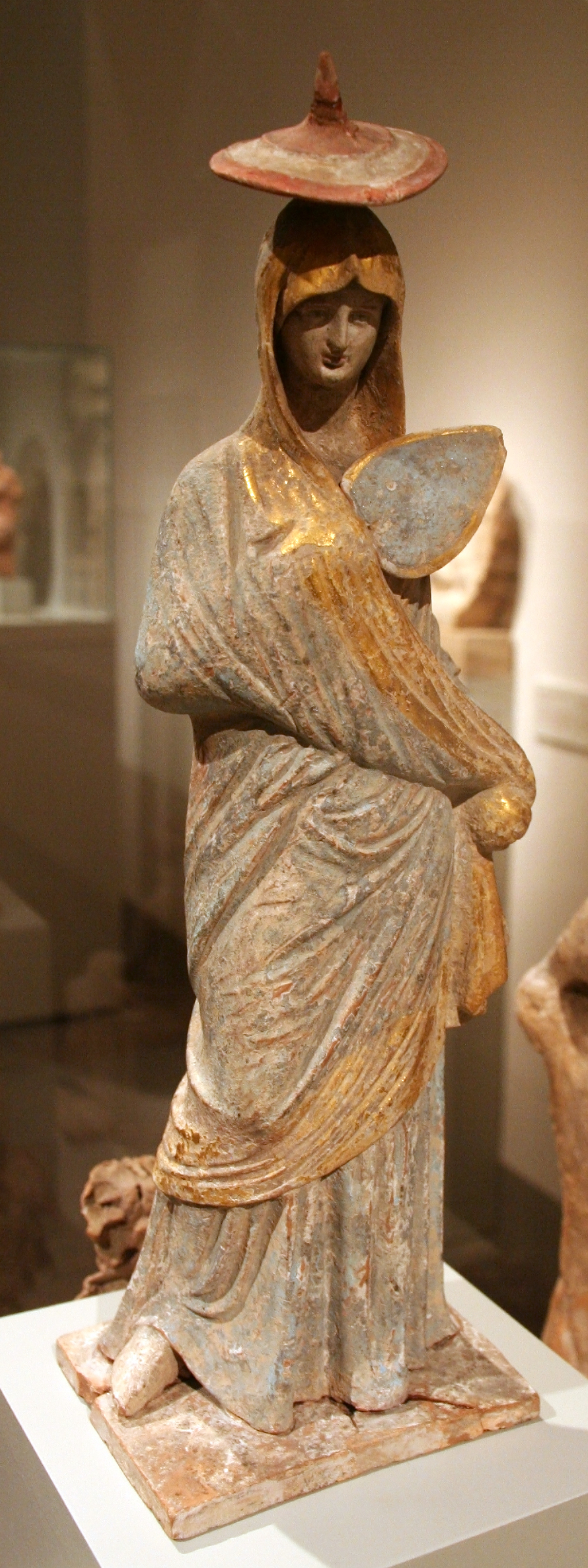
Hellenistisch beeldje van een gegoede dame, ca. 320 v. Chr. Tanagra was een belangrijk productiecentrum van dergelijke votiefbeeldjes.

- Dervenochoria (Δερβενοχώρια)
- Oinofyta (Οινόφυτα)
- Schimatari (Σχηματάρι)
- Tanagra (Τανάγρα)